# Bubangui
Los bubangui son una tribu negra del Congo situada a orillas del Bajo Bubangui.
Son de corta estatura, piel atezada, cabeza cuadrada. Llevan el cuerpo pintado de rojo y la cabeza afeitada. Visten de telas bastas con corazas de piel de elefante o de hipopótamo y emplean puñales como arma ofensiva. 
Aparte de su aspecto son bastante sociables y sienten afición por el comercio. 